# Fredrik Lagersvärd
Fredrik Lagersvärd, tidigare Lampa, född 13 augusti 1723, död 11 mars 1804 i Linköpings församling, Östergötlands län, var en svensk militär.

## Biografi
Fredrik Lagersvärd föddes 1723 i Stockholm. Han var son till Johan Lampa och Elisabet Westerman. Lagersvärd blev 1734 student vid Uppsala universitet. Han blev 20 februari 1740 auskultant vid rådstuvurätten och kämnärsrätten. Lagersvärd blev 26 december 1748 löjtnant vid Upplands regemente. Han adlades 21 november 1751 till Lagersvärd och introducerades 1752 i Sveriges riddarhus som nummer 1933. Den 6 maj 1758 blev han kapten vid Upplands regemente och utnämndes 28 april 1760 till RSO. Han tog avsked från regementet 10 december 1768. Lagersvärd avled 1804 i Linköpings församling.

### Familj
Lagersvärd gifte sig första gången 9 maj 1749 med Eva Silfverlåås (1730–1754). Hon var dotter till översten Carl Gustaf Silfverlåås och Anna Catharina Hjelmberg. De fick tillsammans barnen adjutanten Fredrik Gustaf Lagersvärd (född 1750), militären Johan Adolf Lagersvärd (1751–1800), kaptenen Carl Gabriel Lagersvärd (1752–1793) och Eva Lagersvärd (1753–1753). Lagersvärd gifte sig andra gången 29 maj 1755 med Christina de Laval (1736–1806). Hon var dotter till överstelöjtnanten Jean de Laval och Christina Wingeflycht. De fick tillsammans barnen Johan Claes Lagersvärd (1756–1836), Christina Elisabet Lagersvärd (1761–1765) och Vilhelm Lagersvärd (född 1763).